# Liste der Monuments historiques in Bedenac
Die Liste der Monuments historiques in Bedenac führt die Monuments historiques in der französischen Gemeinde Bedenac auf.

## Liste der Objekte
Zum Verständnis siehe: Kirchenausstattung
| Bezeichnung                         | Beschreibung                            | Standort                                             | Kennzeichnung | Schutzstatus | Datum | Bild |
| ----------------------------------- | --------------------------------------- | ---------------------------------------------------- | ------------- | ------------ | ----- | ---- |
| Gemälde Heilige Familie             | 19. Jahrhundert                         | in der Kirche La Nativité-de-la-Sainte-Vierge (Lage) | PM17000877    | Inscrit      | 1976  |      |
| Baldachin über dem Altar (Ziborium) | Holz, vergoldet, 18./19. Jahrhundert    | in der Kirche La Nativité-de-la-Sainte-Vierge (Lage) | PM17000876    | Inscrit      | 1976  |      |
| Altar und Tabernakel                | Holz, vergoldet, Anfang 19. Jahrhundert | in der Kirche La Nativité-de-la-Sainte-Vierge (Lage) | PM17000875    | Inscrit      | 1976  |      |
| Kelch                               | Silber, 1798 und 1809                   | in der Kirche La Nativité-de-la-Sainte-Vierge (Lage) | PM17001574    | Inscrit      | 1989  |      |